# Dresden (album)
Pour les articles homonymes, voir Dresden.
Albums de Jan Garbarek
In Praise of Dreams
(2003)
Dresden est un album du saxophoniste norvégien Jan Garbarek, paru en 2009 sur le label Edition of Contemporary Music. C'est un disque en quartet avec son groupe habituel, Jan Garbarek au saxophone ténor et soprano, Rainer Brüninghaus au piano, Yuri Daniel à la basse électrique et Manu Katché à la batterie. Le disque est enregistré live au Alter Schlachthof (de) à Dresde le 20 octobre 2007.

## Historique
Dresden suit un silence discographique de six ans, depuis 2003 et In Praise of Dreams, soit le plus grand écart entre deux albums en leader du saxophoniste. De plus, le disque n'était au départ pas destiné à être publié, mais n'était qu'un document de travail. L'enregistrement a été effectué lors d'une tournée du Jan Garbarek Group en Allemagne en 2007, et a été choisi pour sa qualité de son, parmi plusieurs autres enregistrements effectués dans diverses villes d'Allemagne. Ces enregistrements ne devaient servir au groupe que pour garder une trace de la façon dont les morceaux étaient joués.
Le disque est la restitution quasi identique du concert donné à Dresde le 20 octobre 2007, seuls deux morceaux ont vu leur ordre modifié par Manfred Eicher, le producteur du label ECM.

## Description
C'est le premier album live de la carrière de Jan Garbarek. Le bassiste habituel du Jan Garbarek Group, Eberhard Weber est ici remplacé par Yuri Daniel.

### Musiciens
- Jan Garbarek - saxophone ténor, saxophone soprano, Selje flûte
- Rainer Brüninghaus - piano, synthétiseurs
- Yuri Daniel - contrebasse
- Manu Katché - batterie

### Titres
- CD 1

1. Paper Nut  - 7:55 (L. Shankar)
2. The Tall Tear Trees - 5:14 (Jan Garbarek)
3. Heitor - 9:16 (Jan Garbarek)
4. Twelve Moons - 10:43 (Jan Garbarek)
5. Rondo Amoroso - 6:59 (Harald Sæverud, arr. Jan Garbarek)
6. Tao - 4:45 (Yuri Daniel)
7. Milagre Dos Peixos - 12:53 (Milton Nascimento/Fernando Brant)

- CD 2

1. There were Swallows - 7:18 (Jan Garbarek)
2. The Reluctant Saxophonist - 8:20 (Jan Garbarek)
3. Transformations - 7:18 (Rainer Brüninghaus)
4. Once I Dreamt A Tree Upside down - 7:18 (Jan Garbarek)
5. Fugl - 6:00 (Jan Garbarek)
6. Maracuja - 7:44 (Jan Garbarek)
7. Grooving out! - 3:26 (Manu Katché)
8. Nu Bein'  - 5:52 (Jan Garbarek)
9. Voy Cantando - 11:14 (Jan Garbarek)

## Réception critique
L'accueil de la critique spécialisée a été très bon. Le disque est qualifié de fabuleux enregistrement, et Garbarek est déclaré au meilleur de sa forme.
La presse généraliste a également chroniqué et apprécie le disque, et Libération, Télérama, et L'Express ont décerné à l'album leur récompense maximale.